# Leuciscus bearnensis
Vandoise du Béarn, Vandoise de l'Adour
Espèce
Statut de conservation UICN

 LC  : Préoccupation mineure
Leuciscus bearnensis, la Vandoise du Béarn ou Vandoise de l'Adour, est une espèce de poissons d'eau douce actinoptérygiens de la famille des Cyprinidae.

## Description
Cette vandoise peut mesurer 28 cm en longueur standard (SL).

## Répartition
Ce poisson d'eau douce est endémique du bassin de l'Adour, à savoir l'extrême Sud-Ouest de la France et de petites parties au niveau de la frontière espagnole,.

## La Vandoise du Béarn et l'Homme
La Vandoise du Béarn est considérée comme une « espèce de préoccupation mineure » (LC) par la liste rouge de l'UICN.
Elle est considérée comme une « espèce quasi menacée » (NT) par la liste rouge du Comité français de l'UICN dans sa version de 2019, où il était une « espèce à données insuffisantes » (DD) dans la version de 2009.

## Taxonomie

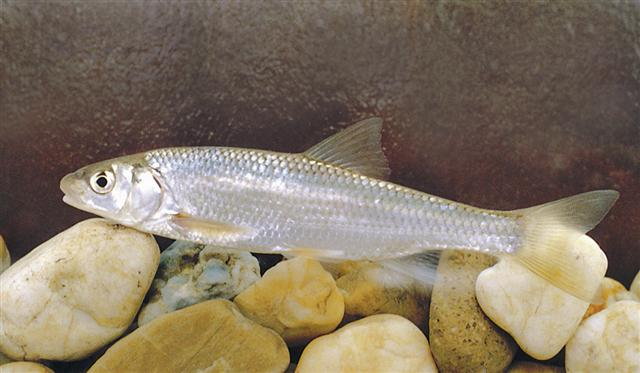
Vandoise commune, une espèce apparentée à la Vandoise du Béarn.

L'espèce a été décrite en 1866 par le zoologiste français Émile Blanchard. Avant d'être classée dans le genre Leuciscus, elle a été initialement placée dans le genre Squalius, sous le protonyme Squalius bearnensis Blanchard, 1866.
Les noms vernaculaires attestés en français sont « Vandoise du Béarn », « Vandoise de l'Adour » et « Vandoise rostrée du Béarn »,.
Elle a été distinguée de la Vandoise commune (Leuciscus leuciscus), qui a une aire de répartition plus répandue et plus septentrionale en Europe.

### Étymologie
L'épithète spécifique, composée de bearn et du suffixe latin -ensis, « qui vit dans, qui habite », lui a été donnée en référence au Béarn, province française qui coïncide nettement avec l'aire de répartition de cette espèce.

### Publication originale
- Émile Blanchard, Les poissons des eaux douces de la France : anatomie, physiologie, description des espèces, mœurs, instincts, industrie, commerce, ressources alimentaires, pisciculture, législation concernant la pêche, Paris, J.-B. Baillière et fils, 1866, 656 p. (lire en ligne) (protologue).